# Ähnlichkeitspunkt

Ähnlichkeitspunkte A und I zweier paralleler Strecken (blau) nach J. Steiner.

Der Ähnlichkeitspunkt ist in der Geometrie ein Punkt, von dem aus sich mindestens zwei geometrisch ähnliche Figuren als  Vergrößerung oder Verkleinerung voneinander darstellen.
Die Vergrößerung oder Verkleinerung ist genauer eine zentrische Streckung mit dem Ähnlichkeitspunkt als Zentrum. Der Begriff wurde 1826 von Jakob Steiner ähnlich wie im Bild definiert.:14 In derselben Arbeit führte er auch die geometrische Potenz ein.

## Allgemeines
Wenn zwei geometrische Figuren einen Ähnlichkeitspunkt besitzen, sind sie einander geometrisch ähnlich, wie die Dreiecke in den Bildern.

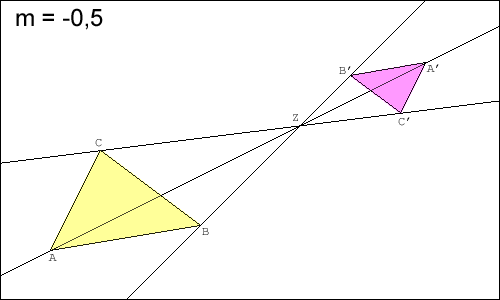
a) Innerer Ähnlichkeitspunkt
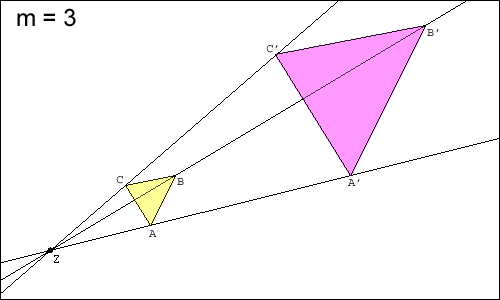
b) Äußerer Ähnlichkeitspunkt

Es gibt äußere und innere Ähnlichkeitspunkte. Liegt der Ähnlichkeitspunkt zwischen zwei einander zugeordneten Punkten der beiden Figuren wie im Bild a), handelt es sich um einen inneren Ähnlichkeitspunkt, und die Figuren sind skalierte Spiegelbilder voneinander mit entgegengesetzter Orientierung. Ein Winkel im Uhrzeigersinn in der einen Figur würde einem Winkel gegen den Uhrzeigersinn in der anderen entsprechen. Wenn andererseits der Ähnlichkeitspunkt nicht zwischen zwei einander zugeordneten Punkten liegt wie im Bild b), handelt es sich um einen äußeren Ähnlichkeitspunkt, und die Figuren sind einander direkt ähnlich und ihre Winkel haben die gleiche Orientierung.

## Kreise

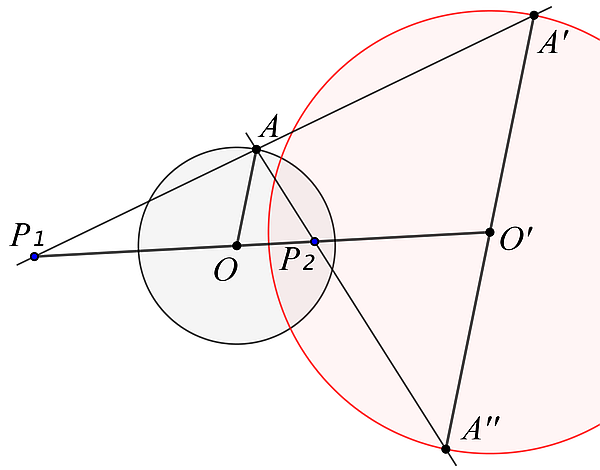
Ähnlichkeitspunkte P_{1} und P_{2} zweier Kreise.

Kreise sind einander geometrisch ähnlich und spiegelsymmetrisch. Zwei Kreise besitzen höchstens zwei Ähnlichkeitspunkte: einen äußeren Ähnlichkeitspunkt P1 und einen inneren P2, siehe oberes Bild. Die Ähnlichkeitspunkte liegen auf der Geraden, die die Mittelpunkte (O,O’) der beiden Kreise verbindet und die als Zentrallinie bezeichnet wird. In diesen Ähnlichkeitspunkten schneiden sich:17
- die Verbindungslinien der Endpunkte paralleler Radien der Kreise, und
- die gemeinsamen Kreistangenten.

In der Situation im oberen Bild gilt, wenn r=|OA| der Radius des Kreises um O und R=|O’A’| der Radius des Kreises um O’ ist::16

Die sechs Ähnlichkeitspunkte (rot und blau) dreier Kreise (schwarz) liegen teilweise auf Geraden (gelb und grün)

{\displaystyle {\frac {r}{R}}={\frac {|P_{1}O|}{|P_{1}O'|}}={\frac {|P_{2}O|}{|P_{2}O'|}}}
Wenn speziell {\displaystyle r=|P_{1}O|}, folgt daraus {\displaystyle R=|P_{1}O'|}, sodass sich die Kreise in P1 innerlich berühren. Wenn andererseits {\displaystyle r=|P_{2}O|}, ist auch {\displaystyle R=|P_{2}O'|}, sodass sich die Kreise in P2 äußerlich berühren. Umgekehrt ist der Berührungspunkt zweier sich tangierender Kreise innerer oder äußerer Ähnlichkeitspunkt, je nachdem sich die Kreise innerlich oder äußerlich berühren. Bei zwei ineinander liegenden Kreisen liegen die Ähnlichkeitspunkte innerhalb beider Kreise.
Bei drei Kreisen wie im unteren Bild gilt:

„Von den sechs Ähnlichkeitspunkten, welche zu drei beliebigen gegebenen Kreisen, paarweise genommen, gehören, liegen viermal je drei in einer geraden Linie, nämlich es liegen die drei äußeren, und jeder äußere mit den beiden nicht zugehörigen inneren Ähnlichkeitspunkten in einer geraden Linie.“

Die Aussage, dass die drei äußeren Ähnlichkeitspunkte kollinear sind, ist als Satz von Monge bekannt.
Konzentrische Kreise haben nur einen Ähnlichkeitspunkt in ihrem gemeinsamen Mittelpunkt, und genauso besitzen auch verschiedene aber gleich große Kreise  nur einen Ähnlichkeitspunkt, nämlich den inneren.

## Berechnung

Zur Berechnung von Ähnlichkeitspunkten

Eine Strecke MN kann wie im Bild der Durchmesser eines Kreises sein mit Mittelpunkt O mittig auf MN und Radius R=|ON|. Entsprechendes kann wie im Bild für eine zu MN parallele Strecke mn mit Kleinbuchstaben vereinbart werden. Für die Berechnung des äußeren Ähnlichkeitspunkts A und des inneren I der Strecken oder der Kreise können die Punkte in der xy-Ebene als Vektoren (x,y) oder als komplexe Zahlen (x+i·y) mit imaginärer Einheit i2=−1 benutzt werden. Dann gilt:
{\displaystyle {\begin{aligned}A=&{\frac {r\,O-R\,o}{r-R}}={\frac {r\,M-R\,m}{r-R}}={\frac {r\,N-R\,n}{r-R}}\\I=&{\frac {r\,O+R\,o}{r+R}}={\frac {r\,M+R\,n}{r+R}}={\frac {r\,N+R\,m}{r+R}}\end{aligned}}}
Denn das ist die Konsequenz aus den im Bild bei Kenntnis des Strahlensatzes ablesbaren Verhältnissen
{\displaystyle {\begin{aligned}O-A=&{\frac {R}{r}}(o-A),\;M-A={\frac {R}{r}}(m-A),\;N-A={\frac {R}{r}}(n-A)\\O-I=&{\frac {R}{r}}(I-o),\;M-I={\frac {R}{r}}(I-n),\;N-I={\frac {R}{r}}(I-m)\end{aligned}}}
Während der innere Ähnlichkeitspunkt immer existiert, ist der äußere nur berechenbar wenn R≠r, die Kreise also unterschiedlich groß bzw. die Strecken unterschiedlich lang sind.